# Prämientaler

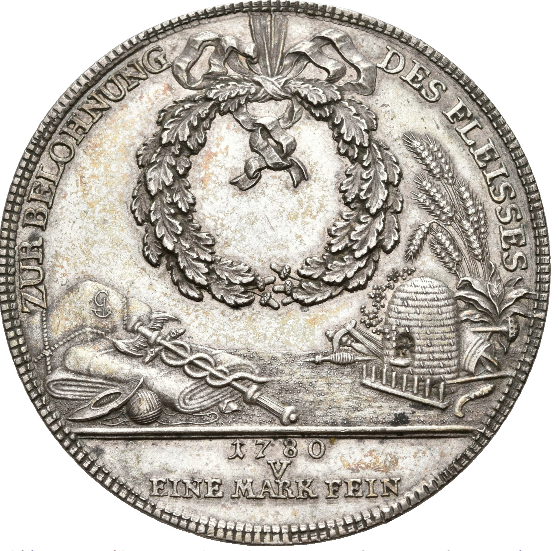
Prämiendoppeltaler Kurfürst Friedrich Augusts III. von Sachsen von 1780, ZUR BELOHNUNG DES FLEISSES, V / EINE MARK FEIN. Eichenkranz über Allegorien von Industrie, Landwirtschaft und Handel, Münzstätte Dresden

Prämientaler, Prämienmünze, Preistaler oder Fleißtaler sind Bezeichnungen für eine Münze, die als Auszeichnung oder Anerkennung zu bestimmten Anlässen vergeben und besonders im 17. bis 19. Jahrhundert geprägt wurde. Die Gestaltung der Stücke unterscheidet sich von Münzen des normalen Zahlungsverkehrs durch die oft medaillenförmige Gestaltung. Die Prägung von Prämientalern, mit denen verdienstvolle Bürger ausgezeichnet und damit der Umgestaltung der Volkswirtschaft Rechnung getragen wurde, durchbrach erstmals das Münzwesen der Landesherren. Prämienmünzen sind meistens Silbermünzen. Sehr seltene Ausführungen in Gold sind ebenfalls bekannt.

## Erläuterung
Vor allem die Sonderprägungen des Barock in ihrer Vielfalt dienten neben ihrer Funktion als Zahlungsmittel in erster Linie der Verherrlichung des jeweiligen Landesfürsten und seiner Meriten, die der Nachwelt überliefert werden sollten. Diese Tradition des jahrhundertealten Münzwesens wurde mit der Ausgabe von Prämientalern erstmals durchbrochen.
Die Prägung von Prämientalern, mit denen Landeskinder mit Verdiensten auf wirtschaftlichem oder künstlerischem Gebiet ausgezeichnet wurden, war eine der Maßnahmen, die zu außergewöhnlichen Leistungen anspornen sollte. Die Auszeichnung mit diesen Talern diente zur Überwindung ökonomischer und kultureller Nöte eines Landes. Die Prämienmünzen werden daher zu Recht als Vorläufer der heute üblichen tragbaren Ehrenzeichen angesehen. Die numismatischen Kostbarkeiten sind eine besondere Spezies der Münzgeschichte. Die geringen Auflagenhöhen dieser Gepräge konnten nur selten ermittelt werden.

## Beispiele
Die Prämientaler können als Halbtaler, Taler oder Doppeltaler vorkommen. Eine Sonderform dieser Münzen sind Klippen. Besonders berühmt sind die sächsischen Prämientaler, auch Preistaler oder Fleißtaler genannt. Sie wurden 1765, 1766 und 1780 geprägt (siehe Bild oben). Dazu gehören auch die Preistaler der Bergakademie Freiberg. Der erste dieser besonderen Taler von 1765 trägt die Aufschrift ZUR ERMUNTERUNG DES FLEISSES. Für das Forstinstitut zu Tharandt sind Prämientaler bekannt, die zwischen 1815 und 1857 geprägt wurden. Die Umschrift lautet u. a. K(önigliches). S(ächsisches). FORSTINSTITUT ZU THARANT und die Inschrift im Feld DEM/FLEISSE/UND/GESITTETEN/BETRAGEN.
Weitere Beispiele sind:
- Baden, Gulden ohne Jahreszahl, nach 1856 geprägt mit der Umschrift GROSHERZOGLICH BADISCHE GARNISONS SCHULE, sogenannter Garnisonsgulden oder Prämiengulden mit der Inschrift FÜR/FLEISS/UND/SITTLICHKEIT, vergoldet,[8]
- Bayern, Taler und Halbtaler ohne Jahreszahl, ab 1802 als Preistaler bzw. Schulpreistaler geprägt. Von den Stempeln des 1⁄2 Schulpreistalers existiert ein Goldabschlag zu 5 Dukaten mit der Inschrift „Lohn des Fleißes“,[9]
- Brandenburg-Ansbach, Halbtaler für Ackerbau von 1774, Taler für die Forstkultur von 1774, allgemeiner halber Preistaler von 1775, Kleebautaler von 1775,[10]
- Erbach, Kleetaler (Medaille) von 1793, Nachbildung von 1978 (ein als Taler bezeichnetes Gepräge kann folglich auch eine Medaille sein),
- Hessen-Kassel, Schulpreistaler von 1780,
- Lippe-Detmold, Flachsbautaler von 1790 und halber Taler (= ⅔ Kuranttaler = 1 Gulden) von 1793 mit der Inschrift DEM/GUTEN/LANDWIRTH,[11]
- Würzburg, Hochstift, Prämiendoppeltaler von 1786 (siehe Erklärung).

### Erklärung des Würzburger Prämiendoppeltalers

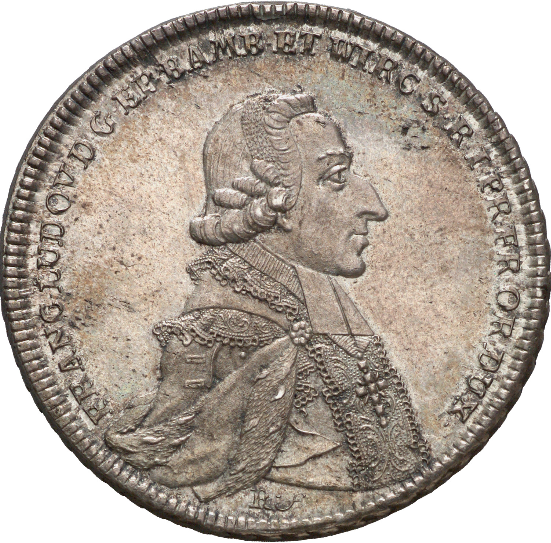
Prämiendoppeltaler von 1786

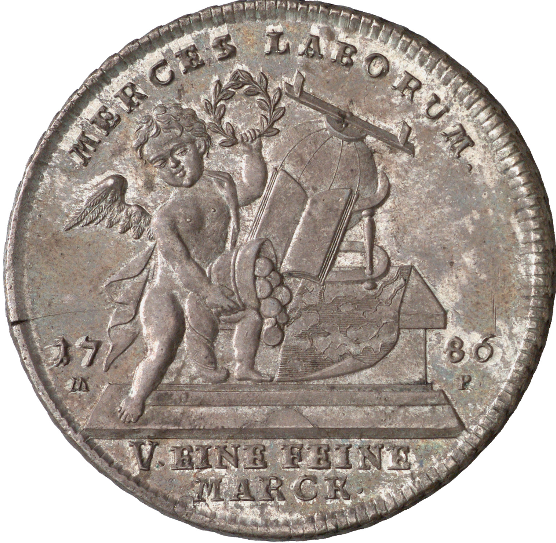
Rückseite

Prämientaler sind zum Teil nur noch in Museen oder evtl. als moderne Nachbildungen vorhanden. Der abgebildete Würzburger Pämiendoppeltaler des Münzkabinetts Berlin ist ein typisches Beispiel für eine solche Sonderprägung. Statt der Verdienste der Münzherren, die bisher das Gepräge einer Gedenkmünze zum Ausdruck bringen mussten, wurden mit dieser Sonderprägung mit der Aufschrift „Lohn der Arbeit“ (Übersetzung von MERCES LABORUM) verdienstvolle Bürger gewürdigt. Damit wird in der Numismatik eine Neuerung dokumentiert, die vorher noch undenkbar gewesen wäre. Das Rückseitenbild veranschaulicht diese Zeitenwende.
Der silberne Prämiendoppeltaler von Franz Ludwig von Erthal (1779–1795), Fürstbischof von Würzburg und Bamberg, (Hochstift) hat einen Durchmesser von 42 mm und wiegt 56,23 g. Durchmesser und Gewicht des Doppeltalers entsprechen einem sogenannten Dicktaler. Die Münzstätte ist Würzburg. Hier wirkte der Münzmeister Johann Nikolaus Martinengo, der Stempelschneider war Johann Veit Riesing.

#### Vorderseite
Die Vorderseite mit der Titulatur FRANC LVDOV D G EP BAMB ET WIRC S R I PR FR OR DUX des Fürstbischofs Franz Ludwig von Erthal zeigt sein Brustbild nach rechts. Unten im Bild befindet sich die Signatur des Stempelschneiders Johann Veit Riesing.

#### Rückseite
Auf der Rückseite ist bogig die Aufschrift MERCES LABORUM (Lohn der Arbeit) aufgeprägt. Im Abschnitt befindet sich die Wertbezeichnung des im Konventionsfuß geprägten Doppeltalers mit V. EINE FEINE / MARCK. Im Feld ist ein sitzender Putto zu sehen, der mit der linken Hand einen Lorbeerkranz hält und mit der rechten ein Füllhorn mit Münzen ausschüttet. Neben ihm sind ein Buch sowie Globus und Landkarte dargestellt. Die geteilte Jahreszahl 17 – 86 befindet sich zu beiden Seiten des Münzbildes, ebenso wie die geteilten Buchstaben M(artinengo) – R(iesing).